# Xerografie

Schematische weergave van het xerografieproces

Xerografie (afgeleid uit het Grieks, letterlijk droog schrijven) is een proces dat gebruikt wordt in kopieermachines en in laser- en ledprinters.
Bij moderne (digitale) xerografie wordt een kopie gescand met een lamp. Dit licht wordt via spiegels en een lens in een CCD geladen. Daarna wordt de afbeelding omgezet in enen en nullen (digitaal). Tegelijkertijd wordt een filmlaag die op een rol (drum) zit geladen met een gelijkmatige negatieve statische lading. Vervolgens wordt de rol belicht met de afbeelding van het origineel (black printing). Op de plaatsen waar veel licht valt, lekt de statische lading weg. Hierna wordt er toner (een heel fijn poeder) op de rol aangebracht door een developer (een magnetisch geladen rol waarin toner gemixt wordt met kleine ijzerballetjes), die alleen op de geladen delen van de rol (die dus in het origineel ook donker waren) door de elektrostatische aantrekkingskracht blijven kleven. Hierna wordt een blanco vel papier sterker geladen met een positieve lading en langs de rol gevoerd. Het papier trekt de toner van de rol aan en zo ontstaat de kopie. De toner ligt nu nog los op het vel papier. Door het papier langs een warmtebron (fuser) te voeren smelt de toner vast op het papier en is de uiteindelijke kopie (of print) klaar. Daarna wordt de drum schoongeveegd van residu-toner en met licht weer geneutraliseerd.

## Houdbaarheid
Het resultaat van xerografie ziet er fraai uit, bijna als echt drukwerk. De houdbaarheid is echter gering. Op elkaar liggende afdrukken gaan na enkele jaren aan elkaar plakken.